# Antennella compacta
Antennella compacta är en nässeldjursart som beskrevs av John Fraser 1938. Antennella compacta ingår i släktet Antennella och familjen Halopterididae. Inga underarter finns listade i Catalogue of Life.